# باول مورغان
باول مورغان (بالإنجليزية: Paul Morgan)‏ (23 أكتوبر 1978 ببلفاست في المملكة المتحدة - ) هو لاعب كرة قدم بريطاني في مركز الدفاع. شارك مع منتخب أيرلندا الشمالية تحت 21 سنة لكرة القدم. أما مع النوادي، فقد لعب مع بريستون نورث إيند وماكليسفيلد تاون ونادي بوري ونادي سليغو روفرز ولينكولن سيتي أف سي.

## وصلات خارجية
- باول مورغان على موقع قاعدة بيانات كرة القدم.إي يو (الإنجليزية)
- باول مورغان على موقع Soccerbase.com (لاعب) (الإنجليزية)